# Slädaviken och Åssjön
Slädaviken och Åssjön – miejscowość (tätort) w Szwecji, w regionie administracyjnym (län) Västernorrland, w gminie Sundsvall.
Według danych Szwedzkiego Urzędu Statystycznego liczba ludności wyniosła: 211 (31 grudnia 2018) i 216 (31 grudnia 2019).